# Blitum hastatum
Blitum hastatum är en amarantväxtart som beskrevs av Per Axel Rydberg. Blitum hastatum ingår i släktet Blitum och familjen amarantväxter. Inga underarter finns listade i Catalogue of Life.